# 2055 Dvořák
A 2055 Dvorak (ideiglenes jelöléssel 1974 DB) egy marsközeli kisbolygó. Luboš Kohoutek fedezte fel 1974. február 19-én.